# Antonio Borrometi
Antonio Borrometi, né à Modica le 27 mai 1953, mort le 19 janvier 2022 à Meldola, est un homme politique italien.

## Biographie
Après un laurea en droit obtenu à l'université de Catane, il reprend avec son frère, Roberto, le cabinet d'avocat de son père, Pietro Borrometi, à Modica.
Il est élu à l'Assemblée régionale sicilienne sur la liste de la Démocratie chrétienne pour le collège de Raguse, lors des élections régionales de 1991.
A l'ARS, il dirige le groupe démocrate chrétien, puis est nommé assesseur régional à la Santé en décembre 1993 sous la présidence de Francesco Martino du 21 décembre 1993 au 16 mai 1995.
Après la dissolution de la DC, il adhère au nouveau Parti populaire italien, et est élu à la Chambre des députés avec la coalition de centre gauche de L'Olivier lors des élections générales de 1996. Il est secrétaire de la commission Justice à partir de 1998.
Membre fondateur du parti La Marguerite, et toujours au sein de l'Olivier, il se représente lors élections générales de 2001 sans être élu cette fois et échoue également aux élections municipales de 2002 à Modica face à Pietro Torchi Lucifora.
En 2009, il crée l'association Popolari per la Sicilia qu'il préside.
Son fils, Paolo Borrometi, est journaliste spécialiste de la mafia sicilienne, récipiendaire du prix Mackler en 2019.